# Dirke
Dirke er en skikkelse fra den græske mytologi. Hendes navn falder sammen med en flod, der løb nær oldtidsbyen Theben, hvor hun var dronning. Hendes navn knyttedes til og blev ofte brugt synonymt med byen. Hun er en del af den sagnkreds, der knytter sig til byen, og som i oldtiden især var kendt fra det nu tabte værk Thebaiden.

## Myten
Ifølge sagnene var Dirke gift med kong Lukos, der var værge for Labdakos. Da Labdakos døde ung, måske fordi han (som sin onkel Pentheus lagde sig ud med byens mænader, overtog Lukos igen kongemagten - nu som værge for Labdakos' søn Laios. Antiope blev skyld i kongeparrets undergang: Fordi hun var stukket af fra sin far Nykteos, Lukos' bror, og havde giftet sig med kong Epopeus af Sikyon, udsatte Dirke og Lukos hende for fængsel og anden overlast. Antiope havde  to sønner som hun havde efter at Zeus havde voldtaget hende. Han var kommet til hende i skikkelse af en faun. De to brødre, Amphion og Zethus, hævnede deres mor ved at dræbe Lukos og binde Dirke til en tyr, der trampede hende ihjel. På stedet sprang der en kilde.
Dirke var knyttet til dionysoskulten, der ifølge de græske myter var opstået i Theben.
Pausanias (9.17.6) skriver, at Dirke fulgte dionysoskulten mere end nogen anden, og at Antiope blev straffet med vanvid af Dionysos for sine sønners dåd.

## Dirke i kunsten
Den antikke kunst ynder motivet, hvor Dirke straffes af Antiopes sønner. Især på vasemalerier. Romerne brugte det også: det kendes i mosaikker og murmalerier fra blandt andet Pompeji. Den nok mest berømte fremstilling er den monumentale Farnesetyr, der er en kopi af en græsk statue og som i oldtiden stod i Caracallas termer.